# Ellesmere Port
Ellesmere Port es una villa industrial y portuaria de la autoridad unitaria de Cheshire West and Chester, en el condado de Cheshire (Inglaterra).

## Geografía
Según la Oficina Nacional de Estadística británica, Ellesmere Port tiene una superficie de 29,07 km².

## Demografía
Según el censo de 2001, Ellesmere Port tenía 66 265 habitantes (49,04% varones, 50,96% mujeres) y una densidad de población de 2279,5 hab/km². El 21,77% eran menores de 16 años, el 71,99% tenían entre 16 y 74 y el 6,23% eran mayores de 74. La media de edad era de 37,86 años.
El 92,07% eran originarios de Inglaterra y el 4,89% de otras naciones constitutivas del Reino Unido, mientras que el 1,6% eran del resto de países europeos y el 1,44% de cualquier otro lugar. Según su grupo étnico, el 98,69% de los habitantes eran blancos, el 0,44% mestizos, el 0,34% asiáticos, el 0,07% negros, el 0,31% chinos y el 0,15% de cualquier otro. El cristianismo era profesado por el 82,25%, el budismo por el 0,11%, el hinduismo por el 0,08%, el judaísmo por el 0,06%, el islam por el 0,29%, el sijismo por el 0,03% y cualquier otra religión por el 0,07%. El 10,24% no eran religiosos y el 6,88% no marcaron ninguna opción en el censo.
Del total de habitantes con 16 o más años, el 25,91% estaban solteros, el 55,06% casados, el 1,66% separados, el 9,11% divorciados y el 8,27% viudos. Había 26 644 hogares con residentes, de los cuales el 26,19% estaban habitados por una sola persona, el 9,97% por padres solteros con o sin hijos dependientes, el 41,97% por parejas casadas y el 8,37% sin casar, con o sin hijos dependientes en ambos casos, el 8,96% por jubilados y el 4,54% por otro tipo de composición. Además, había 736 hogares sin ocupar y 22 eran alojamientos vacacionales o segundas residencias.